# Presa romana de Pared de los Moros
La Pared de los Moros es un yacimiento arqueológico que alberga los restos de una presa romana, situada en el término municipal de Muniesa, municipio español de la provincia de Teruel, Aragón.

## Ubicación
Los restos de la presa se sitúan en el cauce del arroyo Farlán, afluente derecho del río Aguasvivas y, este su vez, del Ebro. La estructura se asienta sobre afloramientos de calizas jurásicas.   Se accede actualmente al yacimiento por dos caminos de concentración rural desde el pueblo de Muniesa, distando 1 400 metros de su casco urbano.

## Arquitectura
Tipológicamente, la Pared de los Moros se clasifica como presa de gravedad de planta irregular, con un trazado poligonal formado por cinco lienzos de distintas orientaciones adaptados al terreno rocoso. Posee unas medidas de 2,65 metros de ancho máximo en su parte central, una altura conservada de 8,4 metros en su zona más elevada y cerca de 68 metros de longitud en la coronación de la estructura.
El muro-pantalla de la presa está compuesto de un núcleo de opus caementicium de 70 centímetros de espesor y dos paramentos de opus vittatum de 1,10 metros de anchura que lo forran externamente, ejecutados con calizas grises, areniscas amarillentas y conglomerados autóctonos levemente trabajados trabados con mortero de cal, ordenadas en dos paños, los más externos en hiladas muy continuas pero de aparejo desigual y poco cuidado.

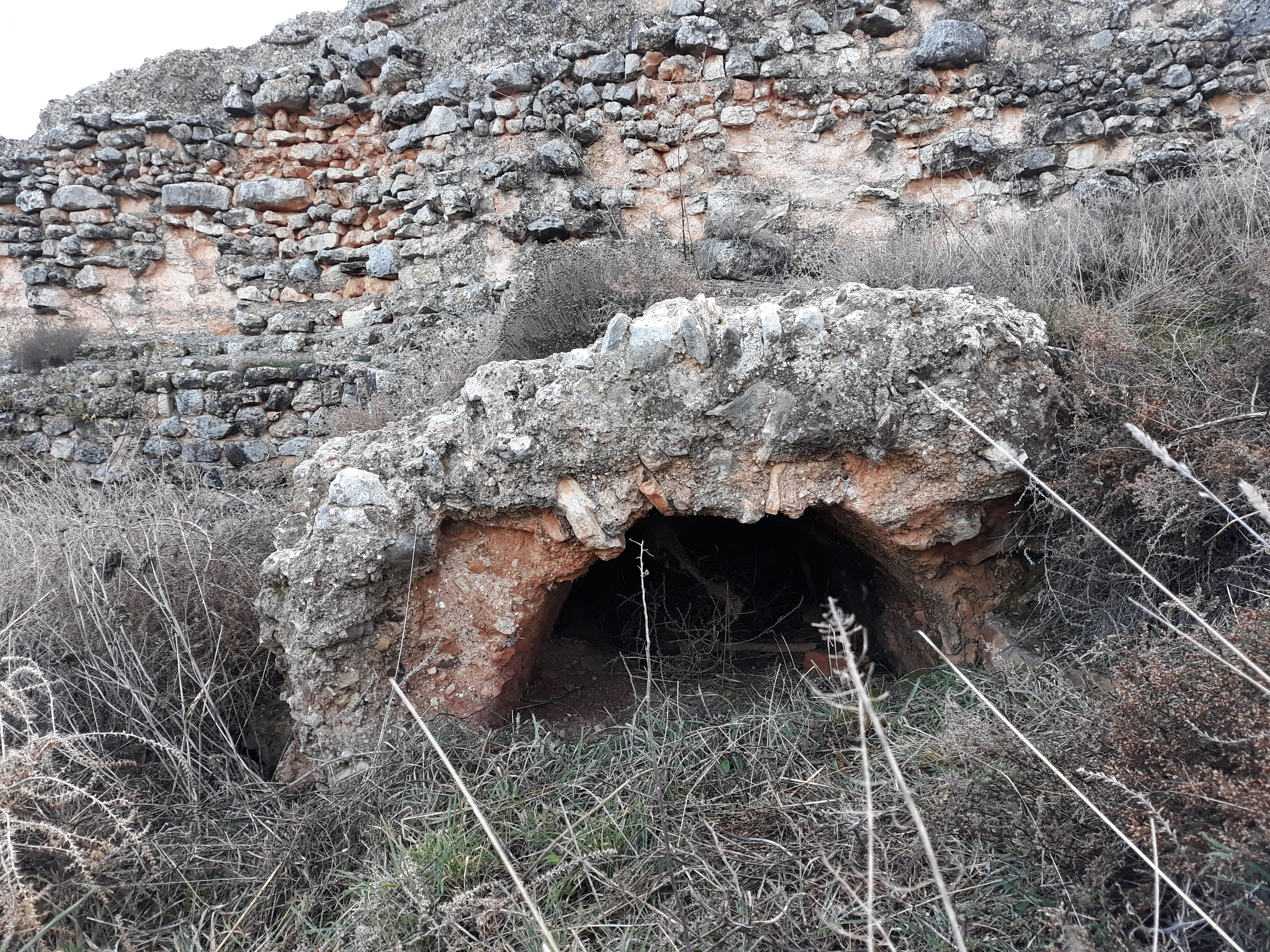
Galería izquierda de desagüe de la presa

La distribución y regulación del agua embalsada se realizaba por medio del clásico sistema de torre-galería, mediante dos torres de captación construidas en sillería adosadas al núcleo de calicanto aguas arriba de la presa, en parte soterradas y en parte desaparecidas, ya que se conservan las impresiones negativas de sillares escuadrados en el núcleo de hormigón. De la parte inferior de las torres parten dos conducciones que forman galerías de sección rectangular, con paredes de mampostería concertada con cal rematadas por bóvedas de hormigón de sección en arco de medio punto. Las dos galerías están a distintas alturas respecto al lecho rocoso del arroyo, preservando la galería del margen derecho solo parte de los hastiales de la obra en un precario estado de conservación, mientras que la de la margen izquierda del Farlán está parcialmente enterrada en sedimentos y muy bien conservada en un tramo abovedado de más de 5 metros. Ambas conducciones poseyeron mayor desarrollo en su trazado, ya que aguas abajo se observan tramos de canales excavados en el sustrato rocoso que se pierden al llegar a terrenos actualmente en cultivo.
A escasos metros de la presa, en terrenos del antiguo embalse, se conservan los restos de un alfar industrial, del que se conservan la balsa de decantación y preparación de arcillas y un horno, de época moderna y contemporánea y en uso hasta fechas recientes del siglo XX.

## Territorio
La presa de Pared de los Moros se halla cerca de otras presas romanas localizadas igualmente en el curso del río Aguasvivas para su aprovechamiento hídrico.

## Galería de imágenes
|                                    |
| Vista lateral del muro de la presa |